# DMT Studios
Die DMT Studios GmbH (früher Digital Media Technologie GmbH),  ist ein Produktionsunternehmen für die Synchronisation von Filmen und Fernsehserien mit dem Hauptsitz in Hamburg.

## Geschichte
Das Unternehmen wurde 1998 in Hamburg gegründet. DMT besitzt 5 Studios in Berlin und Hamburg, wobei ihr Hauptsitz in Hamburg-Wandsbek liegt. Aktueller Geschäftsführer ist Götz Grube. Den Posten der Produktionsleitung hat Lena Gehring inne. Nach eigenen Angaben hat die Firma bereits über 2500 Synchronisationen von Filmen und 5000 Episoden von Serien übernommen.

## Produktionen (Auswahl)
Zu den bekanntesten Synchronisationen zählen:

### Kinofilme
- Charles Dickens: Der Mann, der Weihnachten erfand
- Tödliches Verlangen
- Mein Name ist Somebody
- The Invincible Iron Man
- Robin Hood: Beyond Sherwood Forest
- Road to Ninja: Naruto the Movie
- Überflieger – Das Geheimnis des großen Juwels
- The Night Before Halloween

### Fernsehfilme
- Super Twister
- Frohe Weihnachten – Jetzt erst recht
- Marry Me At Christmas – Ein Fest zum Verlieben
- The Apartment – Willkommen im Alptraum

### Fernsehserien
- Agatha Christie: Mörderische Spiele
- Beowulf
- Bullet/Bullet
- Chasing Life
- The Divorce Insurance
- Dying for Sex
- Gin Tama
- Good Boy
- Hyper Knife
- Der Kuhhirte und die Fee
- Low Life
- Naruto Shippuden (Episoden 268–500)
- Shin-chan (2. Synchro (2017))
- Slasher